# Blowout (perfuração de poço)

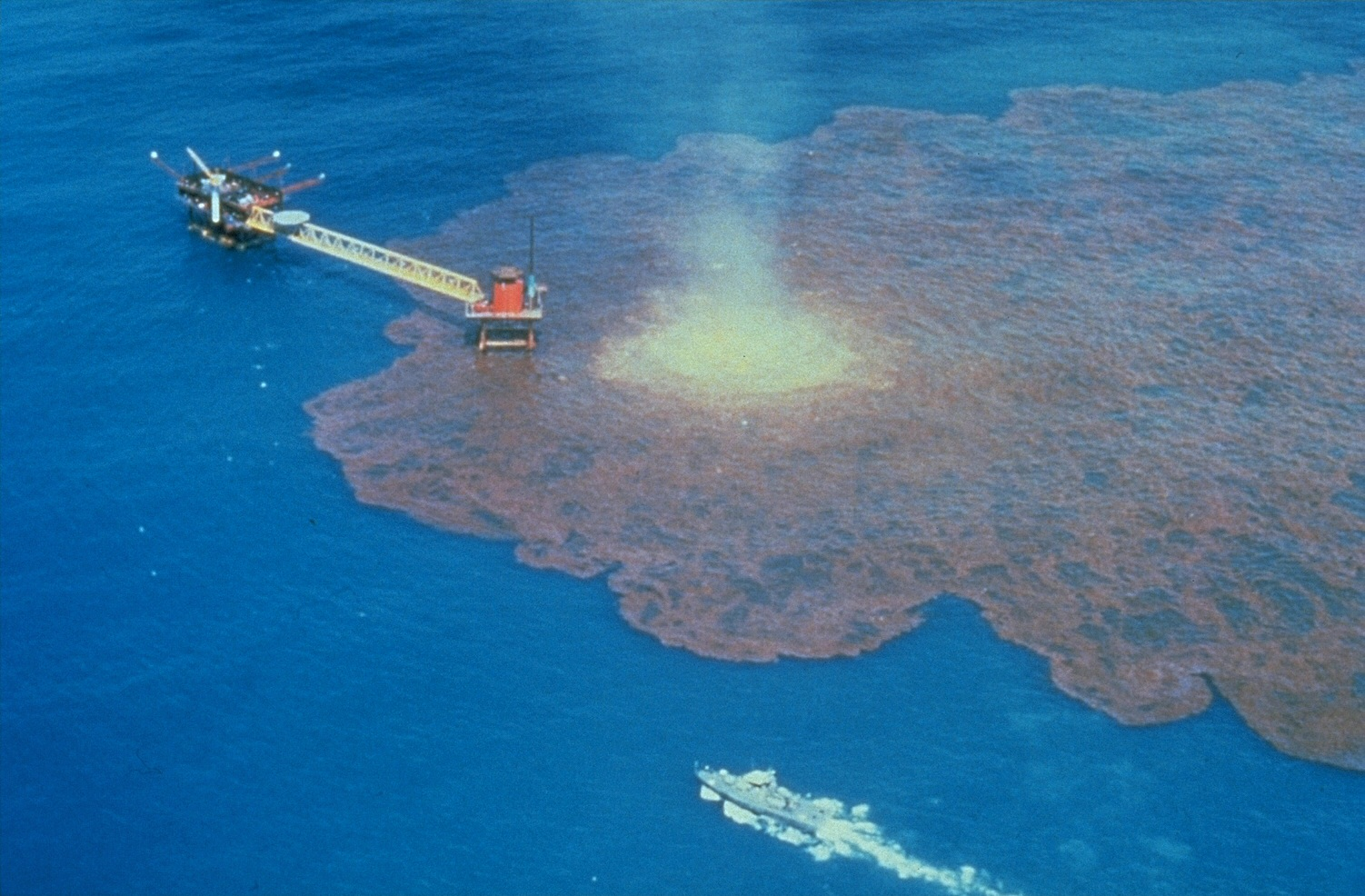
Derramamento resultante de blowout no poço Ixtoc I.

Um blowout causou a explosão da plataforma Deepwater Horizon em 2010.

Blowout é um fluxo descontrolado de hidrocarbonetos, gás ou água saindo de um poço de petróleo devido a alguma falha no seu sistema de controle de pressão.
A superfície devido ao desbalanceamento entre a pressão hidrostática da lama de perfuração ou sólido de completação e a pressão da formação. 
Para se evitar um blow-out, é necessário realizar um rigoroso controle de pressão hidrostática do poço, para assegurar que ela sempre seja um pouco mais alta do que a pressão no interior da formação, assim, os fluidos da formação não poderão sair descontroladamente. Por outro lado, a pressão no poço não pode ser muito elevada (maior do que no interior da formação) para evitar que o fluido de perfuração entre na formação, danificando a mesma.
O controle da pressão no poço é feito através do ajuste da densidade do fluido de perfuração que é injetado no mesmo. Torna-se também necessária a verificação do volume de fluido de perfuração que retorna para os tanques. Caso o volume que retorna seja maior do que o volume de fluido injetado, verifica-se que a formação está expulsando fluido do poço. Este fenômeno é chamado de kick, que é um aviso da possibilidade de ocorrer um blow-out. 	
Outra medida preventiva é assegurar que o Blow-out Preventer (BOP) seja mantido em bom estado e em perfeitas condições de operação, para que possa ser utilizado em caso de descontrole do poço. Em caso de blow-out é necessário realizar intervenções para retomar o controle do poço. Normalmente isso é feito através do uso de técnicas que envolvem a injeção de fluidos no poço, de forma que a pressão fique novamente maior do que a pressão da formação, impedindo a saída de seus fluidos. 	
Em poços terrestres, devido à maior facilidade de acesso à cabeça do poço, a intervenção direta no poço é a técnica mais indicada para o combate aos blow-outs, pois possibilita maior rapidez no controle e, consequentemente, menor custo. Já em cenários de poços submarinos em águas profundas, a utilização de poços de alívio (kick wells) é a técnica mais confiável para combate de blow-outs. Assim, Poços Direcionais são perfurados para atingir o poço com blow-out em pontos pré-determinados e permitir a injeção dos fluidos para controlá-lo.